# Charleston Holding
Die Charleston Holding ist ein Wohn- und Pflegeheimbetreiber mit 51 Standorten in Deutschland, der neben stationärer auch ambulante Versorgung anbietet.

## Geschichte
Die Holding mit Sitz in Füssen wurde 2013 als Kea Sieben Vermögensverwaltung GmbH gegründet. Gegründet wurde die Holding durch die schwedische Investitionsgruppe EQT, welche die Holding 2019 aufspaltete und an den italienischen Gesundheitskonzern KOS verkaufte. Ein Großteil der Immobilien ging hierbei an den französischen Vermögensverwalter Primonial REIM.
Die Charleston Holding wies von 2014 auf 2015 ein Wachstum von 414 % auf; in den Folgejahren lag es bei 44 % und 49 %.

## Kritik
Wegen „unhaltbarer Zustände“ durch Unterbesetzung im Wohn- und Pflegezentrum Klostergarten in Welver wurde die Heimaufsicht in Kenntnis gesetzt. Seitens der Charleston Holding wies man darauf hin, dass auch weiterhin darauf geachtet werde, dass die Einrichtung dauerhaft den unternehmenseigenen Standards entsprechend arbeitet.

## Belege
1. 1 2  Konzernabschluss zum 31. Dezember 2021 der "Charleston Holding GmbH (vormals: KOS Germany GmbH)Füssen (vormals: München)" im elektronischen Bundesanzeiger
2. ↑  Charleston Holding GmbH, Füssen. In: nothdata.de. Abgerufen am 14. November 2023.
3. 1 2  Yannic Borchert: KOS übernimmt Charleston Holding. In: pflegemarkt.com. 1. August 2019, abgerufen am 14. November 2023.
4. ↑  Matthias Gruß: Kommerz-Karussell dreht sich weiter. In: gesundheit-soziales-bildung.verdi.de. 22. Oktober 2019, abgerufen am 14. November 2023.
5. ↑  Dirk Wilms: Durcheinander im Wohn- und Pflegezentrum setzt sich fort. In: soester-anzeiger.de. 20. Oktober 2023, abgerufen am 14. November 2023.